# 道の駅清水の里・鳥海郷
道の駅清水の里・鳥海郷（みちのえきしみずのさと ちょうかいごう）は、秋田県由利本荘市にある国道108号の道の駅である。

## 概要
2004年に由利郡鳥海町により登録された。

## 施設
秋田県による道路情報提供施設のほか、由利本荘市より以下の施設が整備されている。
- 駐車場
  - 普通車：79台
  - 大型車：7台
  - 身障者用：2台
- トイレ
  - 男：大 3器（2器）、小 6器（5器）
  - 女：6器（5器）
  - 身障者用：1器（1器）

※（）内は、24時間利用可能
- 道路情報提供施設
- 農産物直売所（8:30 - 18:00）
- 農産物加工施設
- 多目的活性化広場
- レストラン（11:00 - 18:00）

## 休館日
- 12月31日 - 1月2日

## アクセス
- 国道108号 - 登録路線
- 秋田県道70号鳥海矢島線